# Ernesto Biondi

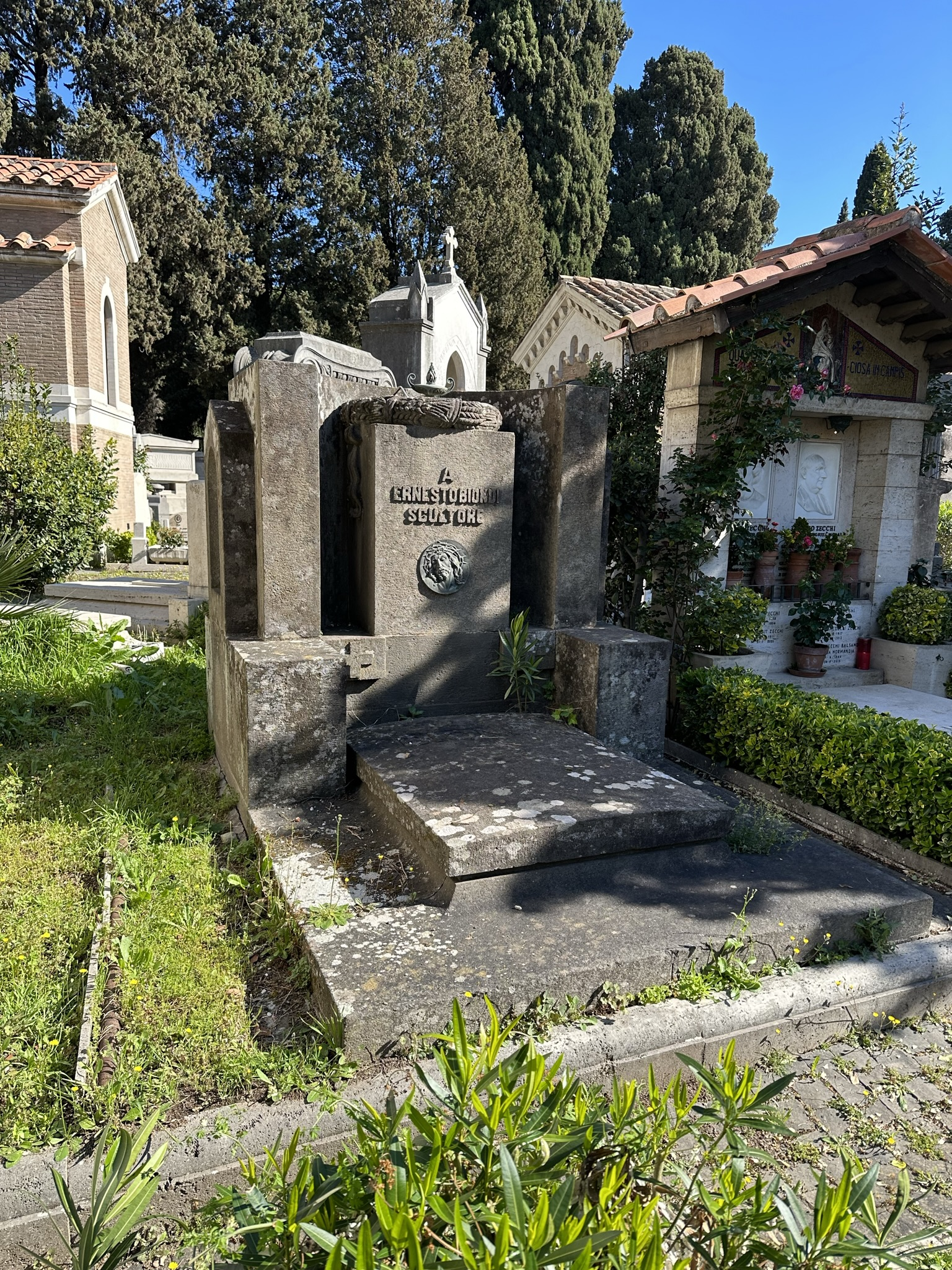
La tomba di Ernesto Biondi al Cimitero Verano di Roma

Ernesto Biondi (Morolo, 29 gennaio 1854 – Roma, 5 aprile 1917) è stato uno scultore italiano.

## Biografia

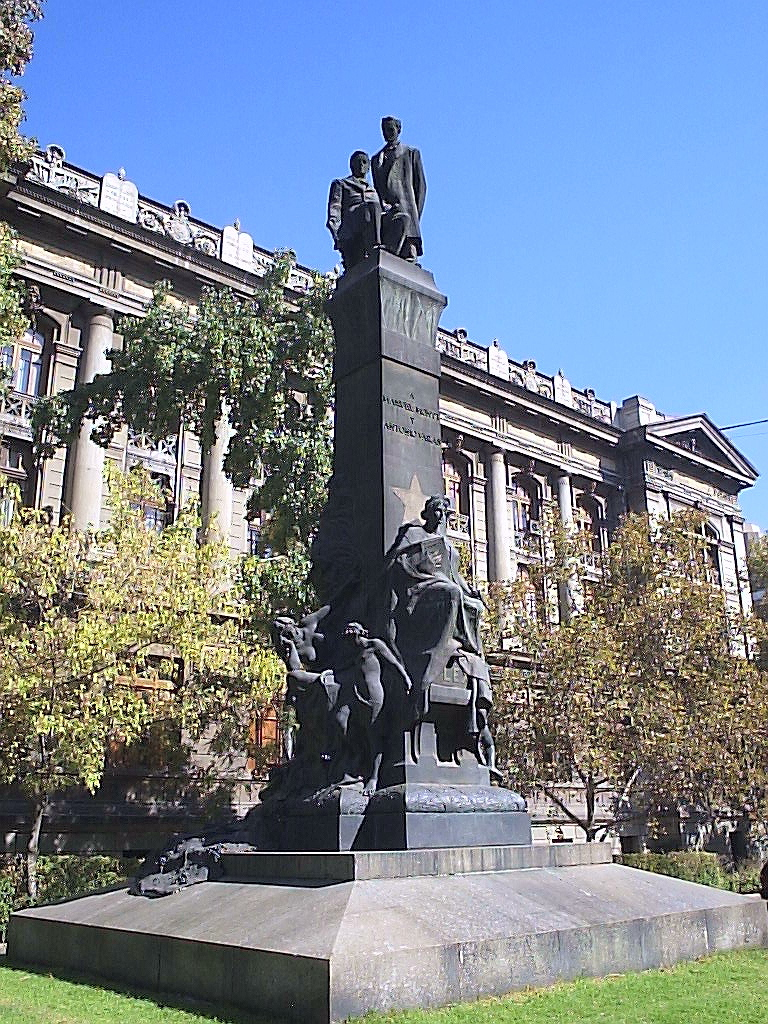
Monumento a Manuel Montt e Antonio Varas (Santiago del Cile)

Ernesto Biondi nacque a Morolo, figlio di Angelo e di Eugenia Pistolesi; iniziò presto a interessarsi di arte e a cimentarsi nel disegno, divenendo rapidamente noto a livello locale: una delle sue prime opere scultoree fu la riproduzione della statua di san Cataldo, patrono di Supino, distrutta da un incendio. Nel 1870 si trasferì a Roma dove frequentò per un breve periodo l'Accademia di San Luca per poi continuare a studiare da autodidatta.
Scultore verista, fu interessato a temi sociali, letterari e storici. Molte opere del Biondi richiamano i valori socialisti e repubblicani nei quali l'artista si riconosceva. Tra queste, Povero Cola e  Povera gente (entrambe del 1888) che denunciano le misere condizioni di vita delle classi popolari.
Dal 1883 in poi Biondi fece realizzare pressoché tutte le sue opere in bronzo presso la Fonderia Romana di Alessandro Nelli. Nel 1900 lo scultore di Morolo fu scelto, a seguito di un concorso internazionale indetto dalla città di Santiago del Cile, per la realizzazione di un monumento dedicato a Manuel Montt (primo Presidente della Repubblica del Cile) e Antonio Varas de la Barra (Ministro degli Interni) chiamati i Libertadores. Biondi realizzò il monumento a Roma e lo inviò in Cile nel 1903. Le spoglie mortali di Ernesto Biondi riposano al Cimitero del Verano di Roma.

## Principali lavori

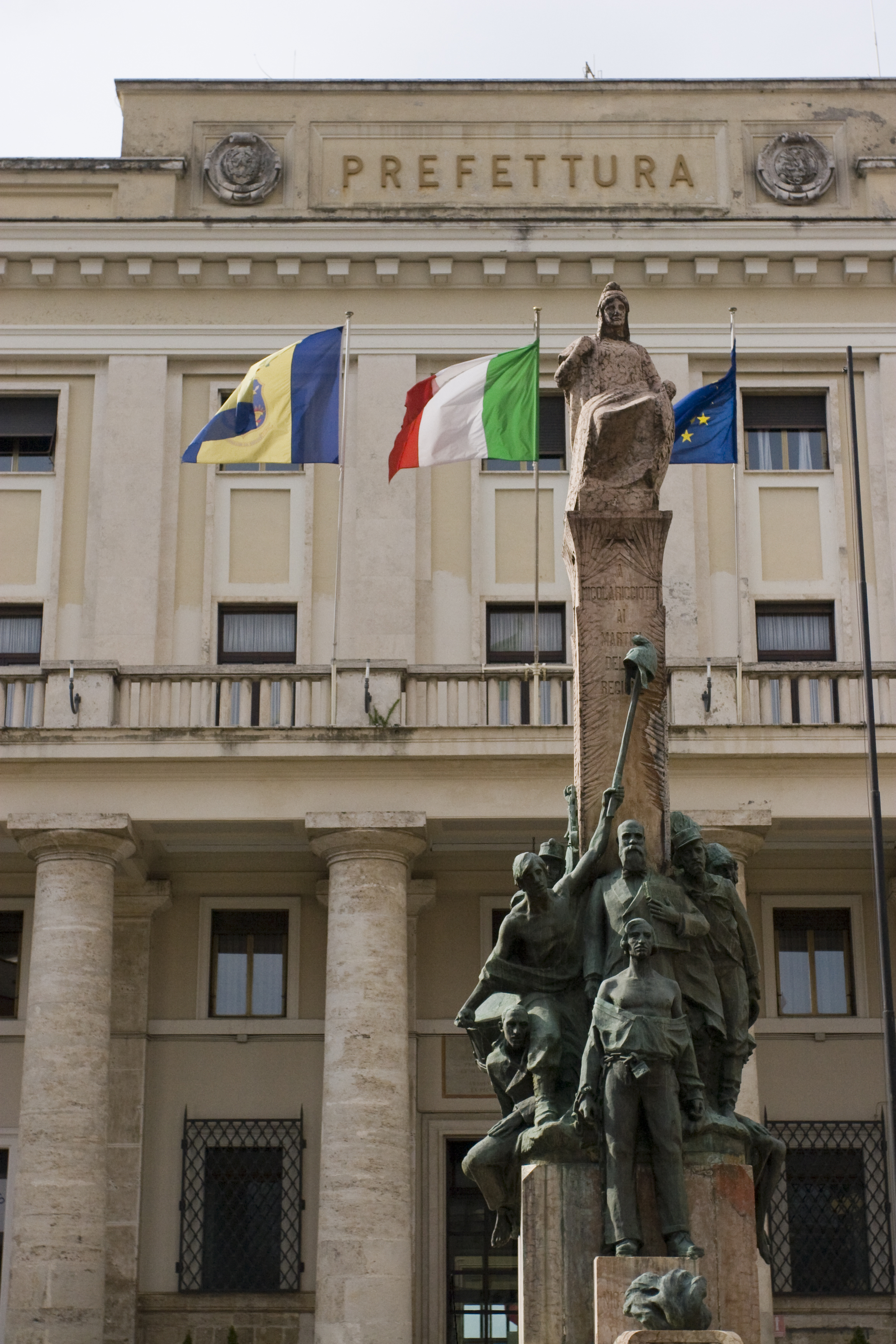
Monumento a Nicola Ricciotti a Frosinone.

- San Francesco - Morolo - 1971 (Statua in bronzo realizzata nel 1971 sul bozzetto originale in gesso del 1889)
- Saturnali - Galleria nazionale d'arte moderna e contemporanea - Roma - 1890/99
- Gaio - Palazzo di Giustizia di Roma - 1911
- Libertadores - Santiago del Cile - 1900
- Le Marie al sepolcro - Buenos Aires - 1903
- Monumento a Nicola Ricciotti - Frosinone - 1910
- Statua in bronzo di Menotti Garibaldi - Parco pubblico di Ariccia
- Fontana della piazza di Gorga
- Fontana di MontelanicoFontana della piazza Archiviato il 4 aprile 2017 in Internet Archive. di Montelanico - 1891
- Povera gente - 1888
- Povero Cola - 1888

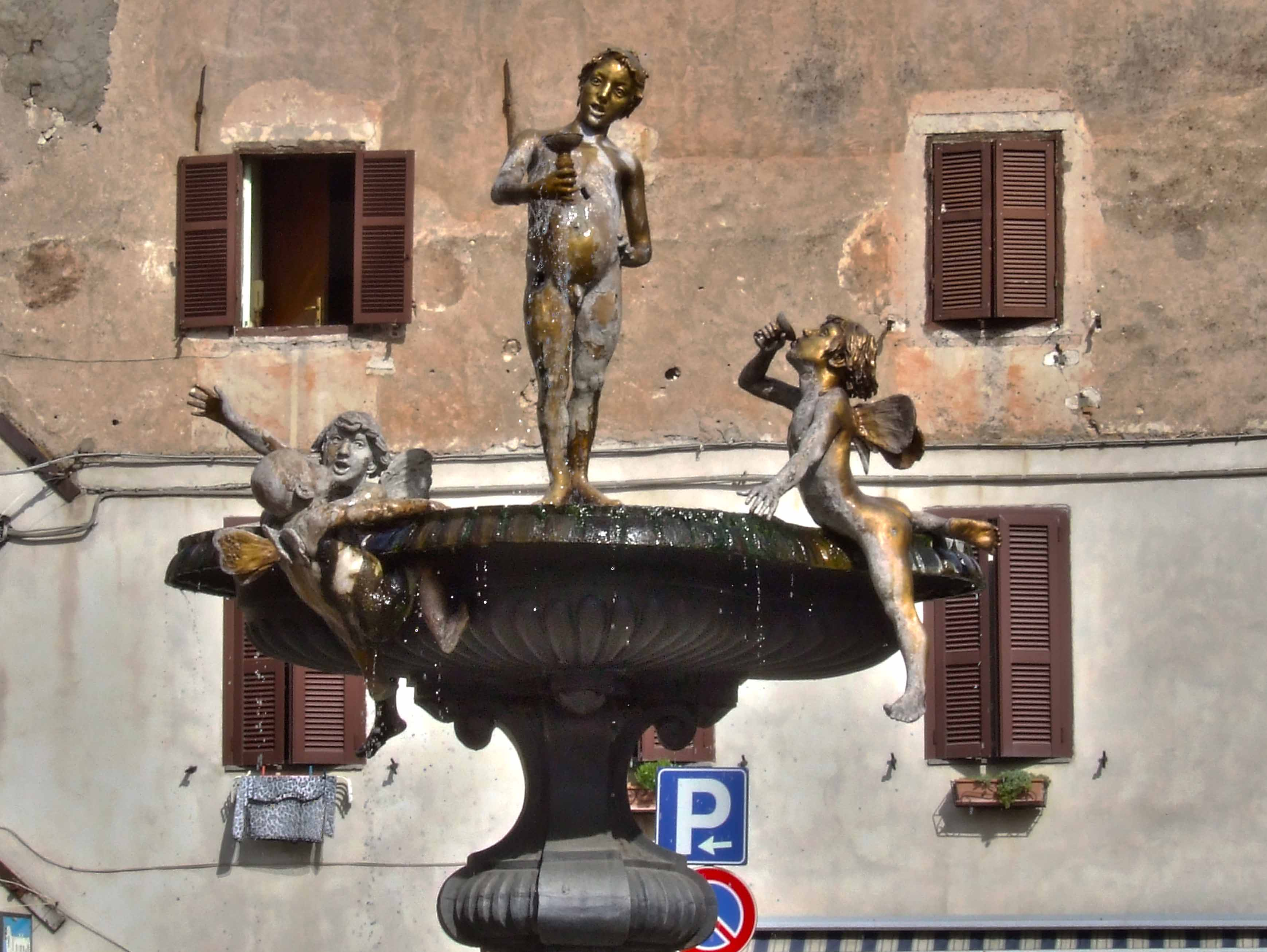
Fontana di Montelanico

- Fontana Biondi - Cisterna di Latina - 1885

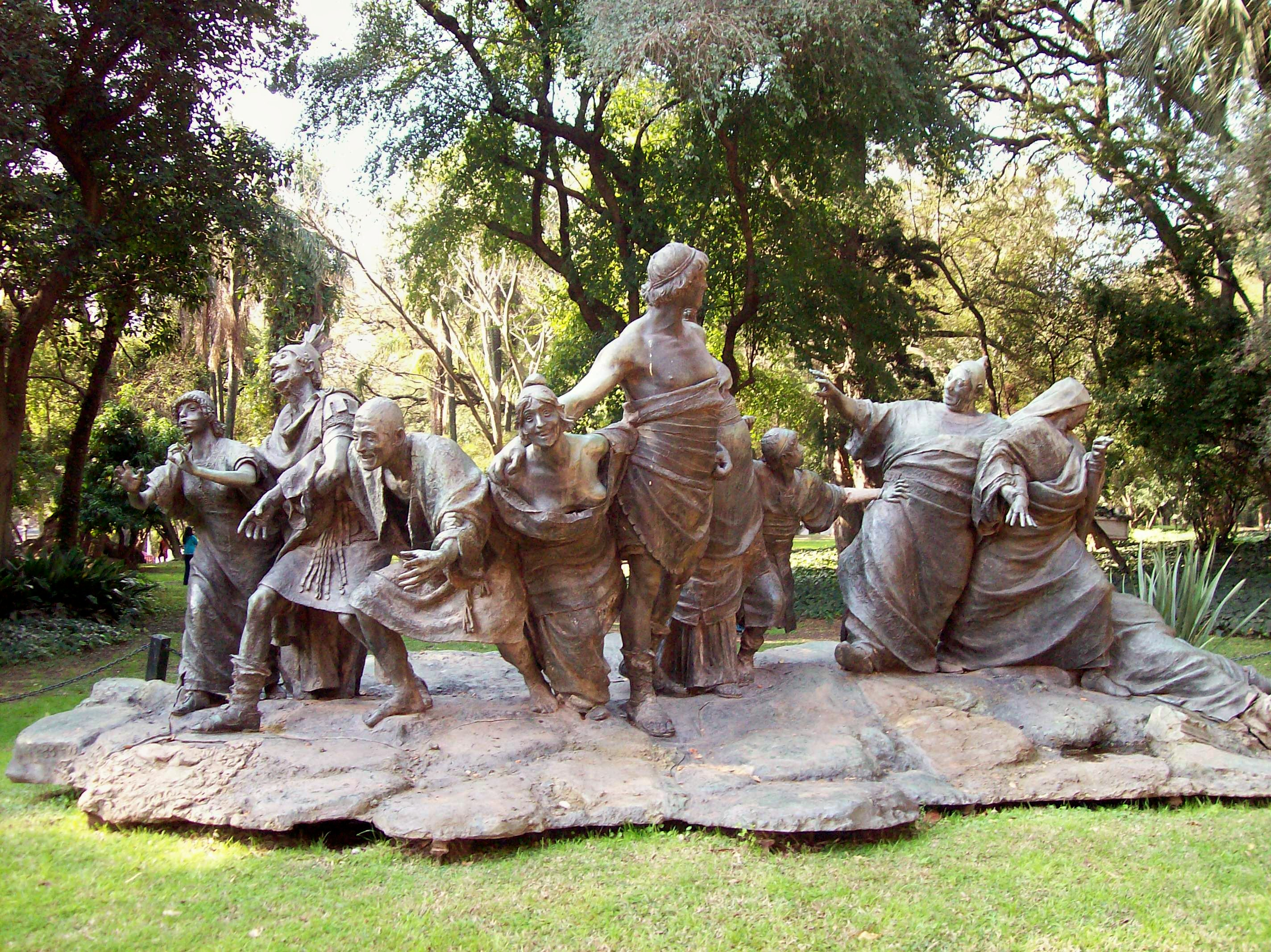
Saturnali copia del Giardino Botanico di Buenos Aires

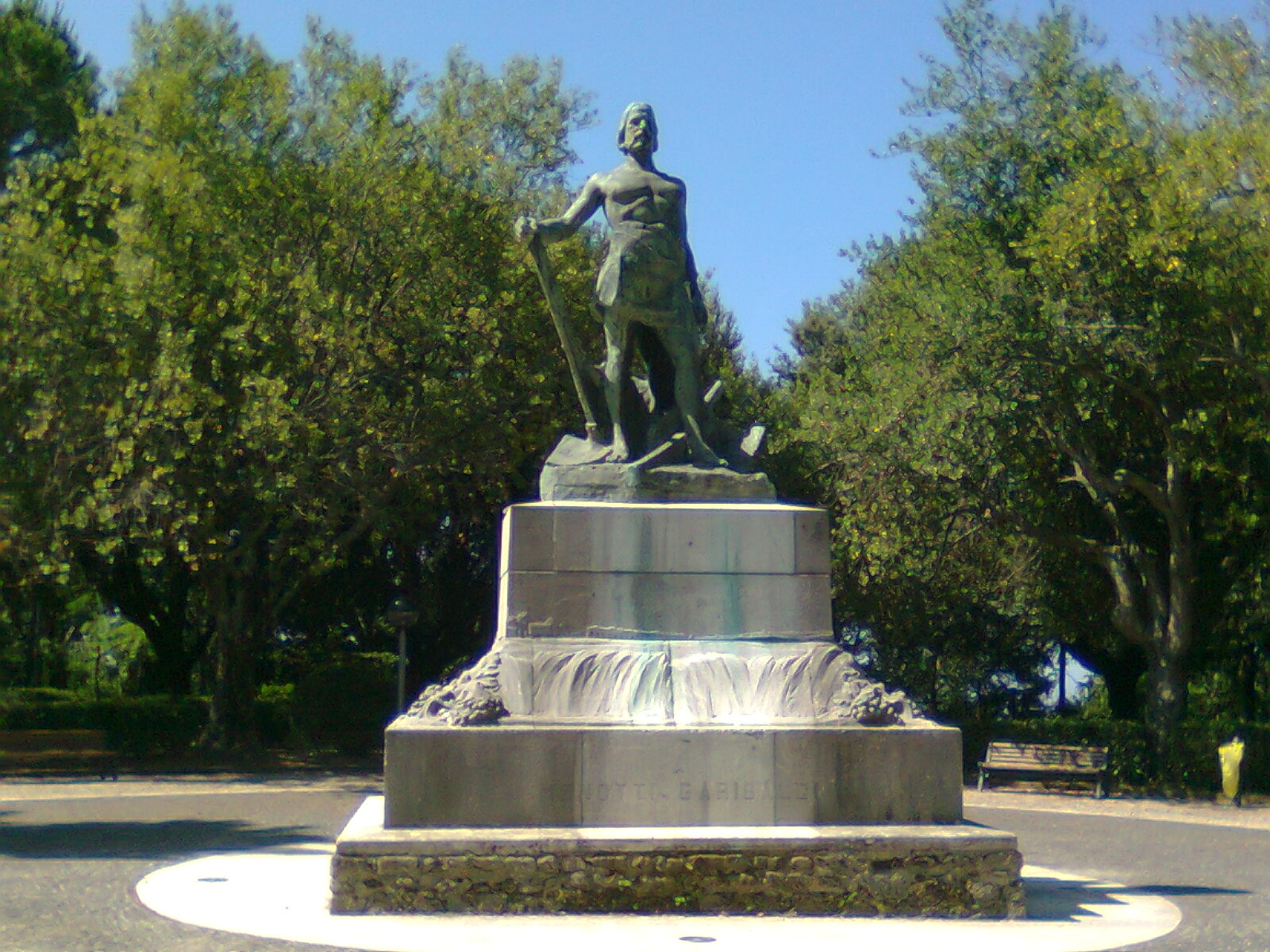
Statua in bronzo di Menotti Garibaldi realizzata da Ernesto Biondi - giardino pubblico Ariccia (RM)

## Teatrografia
- Tommaso Evangelisti, Ernesto Biondi, rappresentata nel 2017 dalla compagnia teatrale “Comico Crudele” a Morolo